# Савка маскова
Савка маскова (Nomonyx dominicus) — вид водних птахів родини качкових (Anatidae). Поширений в Центральній і Південній Америці.

## Поширення
Ареал виду простягається від південного Техасу до центральної Аргентини, переважно на схід від Анд. Мешкає в заболочених місцях і невеликих водоймах з плавучою рослинністю.

## Опис
Довжина тіла 30–36 см; маса самців 359—449 г, самиць 275—445 г. Дзьоб синій, кінчик дзьоба темний. Самець має чорну маску та шапку, що контрастує з іржаво-коричневою потилицею та грудьми. Решта тіла чорно-каштанове в плямах. Самиця має характерний малюнок на голові: чорне обличчя і білі щоки, пересічені 2 чорними лініями. Оперення обох статей у стані спокою схоже на оперення самиці. У польоті можна помітити характерне біле дзеркало на крилах.